# Экологическое, социальное и корпоративное управление
Экологи́ческое, социа́льное и корпорати́вное управле́ние (англ. environmental, social, and corporate governance, ESG) — это совокупность характеристик управления компанией, при котором достигается вовлечение данной компании в решение экологических, социальных и управленческих проблем.
ESG — это набор стандартов деятельности компании, которые социально ответственные инвесторы используют для проверки потенциальных инвестиций. Экологические критерии определяют, как компания выступает в роли хранителя природы. Социальные критерии исследуют, как она управляет отношениями с сотрудниками, поставщиками, клиентами и обществом. Корпоративное управление касается руководства компанией, оплаты труда руководителей, аудита, внутреннего контроля и прав акционеров.
ESG — три параметра, в соответствии с которыми компании обеспечивают управление устойчивым развитием.

## Об ESG
ESG-критерии появились как ответ на ухудшение состояния окружающей среды, глобальное потепление, возрастающее экономическое неравенство между богатыми и бедными странами, что создало дополнительную почву для появления и развития новых финансовых инструментов и критериев.
Современное общество стало предъявлять дополнительные требования к деятельности компаний и помимо финансовой отчетности стало оценивать их с точки зрения инвестирования в устойчивое развитие. Чтобы считаться успешной, компания должна демонстрировать не только устойчивый рост своих финансовых показателей, но и обладать определённой репутацией. Поддержка ESG позволяет компании улучшить свою репутацию и повысить узнаваемость бренда.
Вопросы экологии, социального развития и корпоративного управления стали важными факторами в принятии инвестиционных решений, которыми на постоянной основе начали пользоваться ответственные инвесторы при формировании своих портфелей.
Инвесторы осознали, что при оценке инвестиций необходимо учитывать их воздействие на общество и окружающую среду, при этом это воздействие должно быть ответственным и приводить к положительному результату.
По сути ESG стало некой философией бизнеса, которую необходимо разделять всем заинтересованным сторонам и в первую очередь акционерам и инвесторам. Если для одних заинтересованных сторон главным критерием будет положительный денежный поток, а для других фокус на ESG-факторах, то это может привести к слишком большой разнице в подходах к развитию бизнеса.

## Критерии ESG
Экологические критерии (E — англ. environmental) определяют, насколько компания заботится об окружающей среде. Сюда можно отнести такие вопросы, как выбросы парниковых газов, загрязнение окружающей среды и использование природных ресурсов, соблюдение экологических законов.
Эффективная ESG-стратегия предполагает борьбу с операционными расходами, такими как потребление сырья, воды или углерода, которые могут положительно повлиять на прибыль компании.
Социальные критерии (S — англ. social) отражают отношение компании к персоналу, поставщикам, клиентам и партнерам. Сюда относится также здоровье работников и безопасность, использование детского и рабского труда, профессиональное развитие работников, вредные условия труда, соблюдение прав человека, ответственность перед клиентами за качество товаров.
Было обнаружено, что продуманная ESG-стратегия помогает компании в привлечении и удержании компетентных сотрудников, повышении мотивации персонала, повышении производительности труда.
Управленческие критерии или критерии корпоративного управления (G — англ. governance) связаны с эффективностью руководства, обоснованностью оплаты труда руководителей, правами акционеров, качеством аудита, мошенничеством и коррупцией.

## Использование ESG в деятельности
Компании осознали, что приверженность ESG-критериям позволяет снижать риски, связанные с экологией, а демонстрация компанией своей социальной ответственности положительно сказывается на лояльности клиентов и усиливает ее рыночную позицию.
Придерживаясь принципов ESG компания получает ряд преимуществ, среди которых: более высокая привлекательность со стороны инвесторов и финансово-кредитных учреждений, более высокие финансовые показатели, лучшая производительность труда. А в долгосрочной перспективе соблюдение ESG улучшит деловую репутацию и создаст позитивный имидж компании, снизит затраты на экологические налоги, улучшит технологичность и инновационность бизнеса.
По данным одной из консалтинговых компаний, из 2 тысяч академических исследований, проведенных с 1970-х годов, 63 % нашли положительную корреляцию между ESG и стоимостью публичной компании.
Исследование, проведенное в 2018 году, показало, что около 97 % инвесторов по всему миру проводят или неформальную оценку показателей ESG, или структурированный и методичный анализ нефинансовых данных о компаниях, являющихся потенциальными объектами для инвестирования. Количество таких инвесторов возросло на 19 % всего за год, так как в 2017 году таких было только 78 %. Примечательно, что по итогам 2017 года только 3 % инвесторов сообщили, что вообще не интересуются ESG-факторами.
Инвестирование на основе ESG-критериев пока не позволяет рассчитывать на баснословные прибыли и нацелено на долгосрочную стратегию. Хотя фонды, чей инвестиционный процесс строится вокруг ESG, активно набирают популярность и в мире более 20 триллионов долларов США управляются с использованием принципа ESG, что является одной четвертой от всех активов, находящихся в доверительном управлении.
Специализированные ESG-фонды покупают «зеленые» бумаги, что позволяет выпускать зелёные облигации, за счет которых финансировать проекты, реализуемые в экологических целях. «Зеленое» финансирование предполагает под собой предоставление на проект денежных средств при условии улучшения окружающей среды, смягчения последствий изменения климата и более эффективного использования ресурсов.
За 2020 год мировой финансовый рынок пополнился новыми зелеными, социальными облигациями и облигациями устойчивого развития на сумму около 380 млрд долларов, в итоге превысив общий объем в 1 трлн долларов.
При этом, можно сказать, что в настоящее время не существует абсолютно обязательных для исполнения требований соблюдения ESG и компании придерживаются ESG-критериев на добровольной основе.

## Оценка ESG-критериев и рейтинговые агентства
Соблюдение ESG-принципов оценивается через раскрытие соответствующей информации в публичной нефинансовой отчетности компании или через оценку эффективности ESG со стороны рейтингового агентства.
Рейтинговые агентства разработали свои методологии, призванные оценить то, в какой степени процесс принятия ключевых бизнес-решений в компании ориентирован на устойчивое развитие в экологической, социальной и экономической сферах. При этом, рейтинг ESG не является кредитным (определяющим уровень кредитоспособности), а направлен в основном на выявление приверженности компании ответственному ведению бизнеса.
Каждое рейтинговое агентство использует свой собственный набор показателей для измерения уровня соответствия требованиям ESG, и в настоящее время не существует общеотраслевого набора общих стандартов. Тем не менее, чаще всего рейтинги ESG основываются на:
1. Сборе информации (финансовая отчетность, отчетность по КСО, интервью, анкетирование)
2. Oценке информации
3. Проверке выходных данных.

Участие компании в ESG-рейтингах может повысить заинтересованность со стороны инвесторов и клиентов, ориентированных на работу с теми компаниями, деятельность которых соответствуют принципам устойчивого развития.
Сегодня в мире действует более ста ESG-агентств. При этом эксперты отмечают, что в большинстве случаев ESG-агентства присваивают рейтинги без запроса со стороны компании, а только лишь на основании публично доступной информации. В линейке рейтингов представлены ESG-рэнкинги российских компаний, субъектов РФ, фондов.

## Раскрытие информации и регулирование
Введение ESG-положений в мире в различных регионах происходит с разной скоростью. ЕС лидирует в принятии регуляторных актов и поддержке инвестиций, способствующих переходу на низкоуглеродную экономику, переориентации частного капитала на устойчивые проекты с целью выполнения Целей в области устойчивого развития до 2030 года.
В США регуляторная среда еще недостаточно сформирована и приоритет при инвестировании финансовые регуляторы рекомендуют отдавать экономическим показателям, чтобы как можно лучше удовлетворять интересы клиентов, деньгами которых управляют институциональные инвесторы. Речь в первую очередь идет о пенсионных фондах.
В 2020 году Совет по финансовой отчетности Великобритании опубликовал обновленную версию своего Кодекса управления институциональными инвесторами и их консультантами, в котором очень четко говорится, что целью управления должно быть «создание долгосрочной ценности для клиентов и бенефициаров, ведущей к устойчивым выгодам для экономики, окружающей среды и общества».
К числу ключевых проблем, сдерживающих развитие ESG-инвестирования в экономике относят отсутствие четкой системы регламентации раскрытия нефинансовой информации компаниями, низкий уровень информированности рынка о экологических, социальных и управленческих факторах в системе принятия инвестиционных решений.
По мнению участников одного из проведенных опросов, ограниченность данных и осознание того, что инвесторы не используют предоставленную информацию являются главными проблемами, связанными с раскрытием информации по ESG.